# El Campo (Texas)
El Campo è una città della contea di Wharton nel Texas, negli Stati Uniti. La popolazione era di 12 350 abitanti al censimento del 2020.

## Geografia fisica
Secondo l'Ufficio del censimento degli Stati Uniti, ha una superficie totale di 8,30 mi² (21,50 km²).

## Storia
Nel 1882, un campo ferroviario chiamato Prairie Switch fu costruito sul sito dell'attuale città e negli anni successivi divenne una fermata e deposito della New York, Texas and Mexican Railway. I cowboy messicani erano soliti riferirsi all'insediamento come "El Campo". Quando fu istituito il primo ufficio postale nel 1890, gli venne dato questo nome.

## Società

### Evoluzione demografica
Secondo il censimento del 2020, la popolazione era di 12 350 abitanti.

## Cultura
L'istruzione nella città di El Campo è fornita dall'El Campo Independent School District e da un certo numero di scuole private.

## Infrastrutture e trasporti
La Colorado Valley Transit Authority gestisce una linea di autobus che collega El Campo e Wharton. Si può arrivare a El Campo dalla Texas State Highway 71 e dalla U.S. Route 59.